# Nacionalizam
Nacionalizam je ideologija ili svjetonazor u kojoj je nacionalni identitet odsudan za oblikovanje i opstojnost jedne suverene države. Prema nazoru nekih nacionalističkih škola i pravaca, za pripadnike jednog naroda je odnos prema naciji važniji od svakog drugog elementa osobnog ili skupnog identiteta i od svakog drugog odnosa odanosti. 

## Uporaba pojma
Pojam "nacionalizam" se u jeziku koristi u pozitivnom, i u negativnom smislu:
- u pozitivnom smislu nacionalizam je isto što i domoljublje (patriotizam), te je taj pojam u europskom 18. i 19. stoljeću imao uglavnom pozitivno političko, moralno i civilizacijsko značenje, jer nacije i nacionalizmi nastaju rušenjem dogmi o svetosti careva, kraljeva i dinastija.[1] Ovdje prepoznajemo činjenicu da se ideja nacionalizma nastavlja na etnički (narodni) identitet - osobinu koja je toliko uobičajena u ljudskom rodu da uopće ne postoji povijesno sjećanje na vrijeme u kojem ljudi sebe nisu doživljavali kao pripadnike nekog naroda. Taj je aspekt nacionalizma neodvojivi dio borbe za oslobođenje naroda od vlasti raznih carstava - te je on razlogom postojanja većine danas u svijetu postojećih neovisnih država,

- u negativnom smislu nacionalizam se poistovjećuje sa šovinizmom prema nepripadnicima vlastite nacije. Ovdje prepoznajemo činjenicu da su pronositelji nacionalističkih ideja prečesto pribjegavali gradnjama negativnih stereotipa o drugim narodima, kako bi motivirali pripadnike vlastitog naroda na okupljanja radi zaštite od stvarne ili zamišljene opasnosti od agresivnosti drugih naroda.

Nacionalisti smatraju da je za narode razvoj vlastite individualnosti - putem neovisnosti - ispravniji i produktivniji od razvijanja raznih međunarodnih asocijacija i višenacionalnih država.
Pravo svake nacije na suverenu državu priznato je u međunarodnom pravu (pravo na samoodređenje naroda; članci 1. i 55. Povelje Ujedinjenih naroda; odredbu o pravu na samoodređenje sadrži i Međunarodni pakt o građanskim i političkim pravima u čl. 1.). Međutim ostaje u međunarodnom pravu dvojbeno obuhvaća li to pravo i pravo na odcjepljenje od već postojeće države, i pod kojim točno uvjetima.

## Povijest nacionalizma
Nacionalizam u modernom smislu nastaje u ozračju kulturalnih i političkih promjena u 18. stoljeću koje su poznate pod nazivom "prosvjetiteljstvo". U tom razdoblju, apsolutna monarhija širom Europe postepeno zamjenjuje stoljetne "feudalne" oblike političkog i ekonomskog života - za korist produktivnijih odnosa zasnovanih na jačanju uloge države i tržišta, a na štetu uloge lokalnih samouprava, strukovnih udruga, te crkvenih laičkih bratovština i crkvenih redova. Kao glavni saveznik monarha u tom jačanju države se pojavljuje srednja klasa - tj. građanstvo - koje traži i nalazi svoje mjesto u predvođenju nacionalističkih projekata, od Italije i Njemačke, do Irske i Argentine. Za nacionaliste, suverenitet nije izraz dužnosti ili volje plemićkog staleža da se podvrgne suverenoj vlasti neke vladarske dinastije, nego je državni suverenitet prirodno pravo određenog naroda koji političkim okupljanjem postaje "nacija". Engleski povjesničari nalaze prve nacionalističke ideje u svojem narodu u 1740-im godinama; a posve zaokruženu nacionalističku platformu na prijelazu iz 1780-ih u 1790-e godine.
Za rane oblike nacionalizma, karakteristična je njegova veza s monarhizmom. Kasnije nastaju i nacionalizmi koji imaju jak republikanski naboj.
Valja opaziti da nacionalna država tijekom povijesti često nastoji sebi osigurati narod - kako najočitije možemo vidjeti na primjeru država Sjeverne i Latinske Amerike, gdje nastaju narodi vrlo raznorodnog etničkog podrijetla: tu vidimo kako nacija može nastati iz države, umjesto da nastaje iz naroda. Takve nacije (poput npr. Čileanske, Peruanske ili Američke) također imaju svoje nacionaliste i nacionalističke doktrine.
U prvoj polovici 19. stoljeća nacionalizmi (njemački, talijanski, mađarski, poljski ...), čvrsto povezani s tadašnjom verzijom liberalizma, postepeno postaju najznačajnijim reformskim pokretom; često sa spremnošću da svoje ciljeve postignu revolucionarnim (tj. nasilnim) metodama: djelatnost raznih nacionalističkih tajnih društava je kulminirala u "proljeću naroda" revolucionarne 1848. godine.
Poentirajući na neuspjesima liberalnih režima s kraja XIX. i početka XX. stoljeća da osiguraju dostojne uvjete života za široke narodne slojeve, momentum u korištenju nacionalističkih projekata preuzimaju desne totalitarne ideologije. Nacionalizam kod različitih pojavnih oblika fašizma postaje nerazdvojivi dio tih ideologija koje grade viziju sveopćeg idejnog jedinstva naroda, jednopartijske vladavine, militarizma i etatizma (izrazitog miješanja države u svekoliki društveni i gospodarski život).
Ljevičarske ideologije su se u ovećem broju zemalja - od Indije za vrijeme Nehrua do Srbije za vladavine Slobodana Miloševića [nedostaje izvor] - također povezivale s izrazitim nacionalizmom.
Nacionalizam je pokretačka ideja praktično svih pokreta za neovisnost od kolonijalnih gospodara - od Meksika početkom 19. stoljeća do Indije sredinom 20. stoljeća. Osim Hrvatske, nezavisnost je na području dijela Europe zahvaćenom komunističkim totalitarizmom izborilo 1990-ih desetak drugih zemalja, te još nekoliko na području Kavkaza i Srednje Azije pod vlašću bivšeg SSSR-a. Snažni pokreti za nacionalnu neovisnost postoje danas čak i u Velikoj Britaniji (Škotska) i Belgiji (Flandrija): ondje se ti pokreti vole prikazivati "proeuropskima", težeći statusu neovisne nacije u okvirima Europske unije.
Povodom prihvaćanja Povelje Ujedinjenih naroda u lipnju 1945. proklamirano je pravo naroda na samoodređenje (engl. self-determination). Razni aspekti tog prava su raspravljani u rezoluciji Opće skupštine UN br. 637. do 16. prosinca 1952., u svezi oslobađanja nacija u preostalim dijelovima kolonijalnih carstava ("teritorija čiji narodi nisu još u potpunosti ostvarili samostalnost"). U toj je rezoluciji iz 1952. god. sadržana deklaracija da "je pravo naroda i nacija na samoodređenje preduvjet za puno ostvarenje svih temeljnih ljudskih prava".

## Značenja
Određeni fenomeni koji bi se mogli nazvati nacionalizmom su postojali kroz sve vrijeme povijesti, ali se u svom modernom obliku nacionalizam javlja tek u novom vijeku, prvo sa stvaranjem apsolutnih monarhija koje su stvorile okvir za stvaranje zajedničkog nacionalnog identiteta među podanicima (najčešće u Zapadnoj Europi). Kasnije se nacionalizmi pojavljuju i kao kulturalni pokreti u višeetničkim državama gdje je prosvjetiteljstvo i širenje pismenosti dovelo do stvaranja posebnih nacionalnih identiteta - tako je hrvatski nacionalizam nastao u okviru višeetničke okviru Austro-ugarske monarhije, jednako kao češki, mađarski, slovenski i drugi nacionalizmi.
Nacionalizam se često prožima s drugim ideologijama kao što su konzervativizam, socijalizam i liberalizam. U 19. stoljeću se nacionalizam počeo izražavati kao rasizam i imperijalizam, a u 20. stoljeću je poslužio kao podloga za fašizam. Krajem 20. stoljeća se u nekim slučajevima počeo izražavati i kao vjerski fundamentalizam.
Nacionalizam se u 19. stoljeću nametnuo kao dominantna ideologija u svijetu te je imao ključnu ulogu u mnogim važnim događajima kao što su izbijanje prvog i drugog svjetskog rata, u antikolonijalnim oslobodilačkim pokretima, te u nizu etničkih sukoba od kojih mnogi traju i do današnjeg dana.
Obzirom na ulogu koju je odigrao u izbijanju nekih od najkrvavijih događaja u povijesti, termin "nacionalizam" se često koristi na pejorativni način, te se povezuje uz etničku netoleranciju, etničko čišćenje, šovinizam i militarizam. S druge strane mu se često daje pozitivan predznak, kada se manifestira u obliku oslobodilačkih pokreta protiv velikih imperijalističkih sila (Velika Britanija - Indija); ili radi obrane od neugodnih susjeda (npr. Indija - Pakistan), odnosno kada daje poticaj za napredak kulture i tehnologije kroz miroljubivo natjecanje nacionalnih država.

## Hrvatski nacionalizam
Slično nacionalistima iz redova drugih manjih naroda, i hrvatski nacionalisti skloni su promatrati čitavu povijest Hrvatske kao povijest borbe za neovisnost; za što međutim ima tek malo argumenata. U srednjoeuropskim državnim zajednicama (u kojima su glavnu ulogu imali Mađari i Nijemci) je najvažnija preokupacija hrvatskog plemstva i puka bila opstanak Hrvatske kao kršćanske zemlje, izložene stoljetnom osvajačkom pritisku Turske; drugačije nije bilo niti s Hrvatima koji su živjeli u granicama Republike sv. Marka. 
Nakon početnog entuzijazma za jugoslavensku ideju 1918. godine, Hrvatska se doista našla u nezavidnoj poziciji - našavši se u situaciji jednog podčinjenog i poniženog naroda, kojim je zadominirala Srbija, koja je u to doba za Hrvatskom uvjerljivo zaostajala u gospodarskom i svakom drugom razvitku. Nacionalno okupljanje oko Hrvatske seljačke stranke rezultiralo je stanovitom hrvatsko-srpskom nagodbom koja je u kolovozu 1939. godine dovela do projekta Banovine Hrvatske u okviru Kraljevine Jugoslavije. Taj je projekt - dogovor sa Srbima je u Hrvatskoj prihvaćen sa stanovitom nevjericom, a u Srbiji je iskazan znatan otpor takvoj nagodbi s Hrvatima - prekinut njemačko-talijanskim napadom na Jugoslaviju u travnju 1941. godine; iza kojega su se ti osvajači (značajno okrnjivši hrvatsko nacionalno područje oduzimanjem teritorija za korist Italije i Mađarske) odlučili za projekt Nezavisne Države Hrvatske, koji je obuhvaćao većinu današnje Hrvatske, te cijelu Bosnu i Hercegovinu (u prethodnom projektu Banovine Hrvatske, područja BiH nastanjena stanovništvom muslimanske vjeroispovijesti bila su isključena). Nakon mnogo ratnih peripetija, Nezavisna država Hrvatska je morala podijeliti ratnu sudbinu svojih talijanskih i njemačkih pokrovitelja, te je Hrvatska nastavila egzistirati do 1991. godine kao republika u sastavu socijalističke Jugoslavije.
Jugoslavija se početkom 1990-ih godina zbog rušenja komunističkog bloka u Europi našla u teškoj situaciji, koja je predstavljala pogodne uvjete za ostvarenja projekta neovisnih nacionalnih država za više naroda koji su se nakon I. svjetskog rata bili našli okupljeni u tom geopolitičkom projektu sila - pobjednica.
S ulaskom Hrvatske u nadnacionalnu Europsku uniju, jedan dio nacionalističkog naboja se iskazuje kao tzv. "euroskepticizam", dijeleći stanoviti dio ideja s npr. engleskom "United Kingdom Independence Party" ("Strankom za neovisno Ujedinjeno kraljevstvo, UKIP), i drugim sličnim partijama koje smatraju ideju nacionalne države superiornom nekom "pretjeranom" europskom jedinstvu i eventualno pristaju na skromnije oblike međudržavnog savezništva među europskim narodima. Drugi hrvatski nacionalisti iskazuju zadovoljstvo činjenicom da je Hrvatska ulaskom u EU na stanoviti način izašla s geopolitičkog područja Balkana i da se priključuje Srednjoj Europi.
Ovako prikazano "hrvatsko pitanje" u velikoj mjeri nalikuje nacionalnim pitanjima mnogih drugih malih naroda - od Norvežana (koji su dugo bili u zajednicama s Dancima, i potom sa Šveđanima) do Slovaka (čija je zemlja najprije bila dijelom Mađarske, pa potom Čehoslovačke) i od Eritrejaca (Eritreja je neovisnost o Etiopiji izborila 1993. god.) do Baska (koji u ovom času uživaju autonomiju u okvirima Španjolske i Francuske).

## Internacionalizam
Tijekom stoljeća postojale su mnoge državne i slične asocijacije koje su obuhvaćale više od jednog naroda. Čak i na naddržavnoj razini, zemlje su se - na faktičnom i pravnom nivou - međusobno prepoznavale (svrstavale) kao kršćanske zemlje, ili muslimanske zemlje.
S pojavom modernog nacionalizma, nastaju i moderni internacionalizmi. Osobito su upadljivi bili internacionalizmi nastali nakon II. svjetskog rata oko Sovjetskog Saveza ("socijalističke zemlje", od kojih je većina bila formalno uključena u vojne i ekonomske saveze s ključnom ulogom SSSR-a) i Sjedinjenih Američkih Država ("zemlje slobodnog svijeta", s raznim "regionalnim" ekonomskim i vojnim savezima, uvijek uz ključnu ulogu SAD-a).
Takvi internacionalizmi ne podrazumijevaju samo zajedničke interese uključenih nacija, nego i stanovito ideološko istomišljeništvo i savezničku lojalnost.
Za nacionaliste, pretpostavka zdravog internacionalizam je - zdravi nacionalizam.